# حاسوب كمومي طوبولوجي
إن الحاسوب الكمومي الطوبولوجي هو حاسوب كمومي نظري يستخدم أشباه الجسيمات ثنائية الأبعاد المسماة أنيونات التي تعبر الخطوط العامة فيها فوق بعضها البعض لتكون الضفائر في زمكان ثلاثي الأبعاد(أي بعد واحد زماني وبعدين مكانيين). وهذه الضفائر تشكل البوابات المنطقية التي يتكون منها الحاسوب. تكمن الفائدة من استخدام حاسوب كمومي قائم على الضفائر الكمومية بدلاً من استخدام الجسيمات الكمومية المحاصرة، أن الأول يكون أكثر استقرارًا. فأقل الاختلالات قد يتسبب في فك تماسك جسيم كمومي وإنتاج أخطاء في الحوسبة، لكن هذه الاختلالات القليلة لا تغير الخصائص الطوبولوجية للضفائر. فهذا يشبه الجهد المطلوب لقطع حبل وإعادة ربط أطرافه لتشكيل ضفيرة مختلفة، مقارنة بكرة ترتطم ببساطة في الحائط (تمثل الكرة جسيم كمومي عادي في زمكان رباعي الأبعاد). وفي حين أن عوامل الحاسوب الكمومي الطوبولوجي نشأت في مجال رياضي صرف، فإن التجارب التي أجراها مايكل إتش فريدمان (Michael H. Freedman) بالتعاون مع زينجان وانج (Zhenghan Wang), كلاهما مع شركة Microsoft, عام 2002، وتجارب مايكل لارسن (Michael Larsen) من جامعة إنديانا، بينت أنه من الممكن إنشاء تلك العوامل في العالم الواقعي باستخدام أشباه موصلات مصنوعة من زرنيخيد غاليوم ثلاثي تقترب من الصفر المطلق وتخضع لحقول مغناطيسية قوية.

## مقدمة
الأنيونات هي أشباه جسيمات في فضاء ثنائي الأبعاد. إن الأنيونات ليست فرميونات أو بوزونات على وجه التحديد، بيد أنها تشترك مع خاصية الفرميون من حيث عدم القدرة على الاستقرار في حالة واحدة. ومن ثم لا يمكن أن تتقاطع أو تتداخل الخطوط العامة لاثنين من الأنيونات. مما يسمح بتكوين الضفائر التي تشكل دائرة معينة. تتشكل الأنيونات في العالم الواقعي من الاستثارات في غاز الإلكترون في حقل مغناطيسي قوي جدًا، وتحمل وحدات جزئية من السيالة المغناطيسية بطريقة تشبه الجزيئات. ويطلق على هذه الظاهرة مفعول هول الكمومي الكسري (fractional quantum Hall effect). ينحصر «غاز» الإلكترون بين صفيحتين منبسطتين من زرنيخيد ألومنيوم غاليوم، التي تُكون فضاء ثنائي الأبعاد اللازم للأنيونات، ثم يتم تبريد الغاز وتعريضه لحقول مغناطيسية كثيفة العوارض.
عندما تتكون ضفائر الأنيونات، يعتمد تحول الحالة الكمومية للنظام فقط على الطبقة الطوبولوجية لمسارات الأنيونات (والتي تصنف طبقًا لـ مجموعة الضفائر). وبهذا، فإن المعلومات الكمومية المخزنة في حالة النظام تصمد أمام الأخطاء الصغيرة في المسارات. في عام 2005, تقدم سانكار داس سارما (Sankar Das Sarma) ومايكل فريدمان (Michael Freedman) وشيتان نايك (Chetan Nayak) بجهاز هول الكمومي الذي يمكنه تحقيق البتات الكمومية (الكيوبت) الطوبولوجية. وفي تطور أساسي لأجهزة الحاسوب الكمومية الطوبولوجية، قيل في عام 2005 إن فلاديمير جيه جولدمان (Vladimir J. Goldman) وفيرناندو إي كامينو (Fernando E. Camino) ووي زوه (Wei Zhou) قد ابتكروا أول دليل تجريبي لاستخدام مفعول هول الكمومي الكسري في إنشاء أنيونات حقيقية؛ رغم أن آخرين قد قالوا إن تلك النتائج قد تكون نتيجة لظاهرة لا تنطوي على الأنيونات. وتجدر أيضًا ملاحظة أن الأنيونات اللاتبديلية، وهي أنواع مطلوبة للكمبيوتر الكمومي الطوبولوجي، لم يتم إثبات تجريبها.
كان أليكس كيتاييف (Alexei Kitaev) أو من تقدم بالفكرة الأصلية للحوسبة الكمومية الطوبولوجية.

## الحاسب الكمومي الطوبولوجي مقابل الحاسب الكمومي العادي
تعادل أجهزة الحاسوب الكمومي الطوبولوجي النماذج العادية الأخرى للحوسبة الكمومية من حيث إمكانات الحوسبة، لا سيما فيما يتعلق بنموذج الدائرة الكمومية ونموذج آلة تورنغ الكمومية. مما يعني أن أي من تلك النماذج يمكن أن يحاكي بفعالية أي من النماذج الأخرى. ومع ذلك، قد تناسب بعض الخوارزميات نموذج الحاسب الكمومي الطوبولوجي بصورة أكبر. فعلى سبيل المثال، تم تطوير خوارزميات تقييم متعدد حدود جونز (Jones polynomial) لأول مرة في النموذج الطوبولوجي، ثم تم مؤخرًا تحويلها وتمديدها في نموذج الدائرة الكمومية العادية.

### الحوسبة
حتى يكون جديرًا باسمه، يجب أن يوفر الحاسوب الكمومي الطوبولوجي خصائص حوسبية فريدة تعهد بها تصميم الكمبيوتر الكمومي التقليدي، والتي تستخدم جزيئات كمومية محاصرة. ومن حسن الحظ أن مايكل إتش فريدمان وزينجان وانج، بالتعاون مع شركة Microsoft، ومايكل لارسن من جامعة إنديانا، أثبتوا عام 2002 أنه وبصورة أساسية يمكن للحاسب الكمومي الطوبولوجي أداء أية عملية حوسبة يمكن أن يقوم بها أي حاسب كمومي تقليدي.
واكتشفوا أن جهاز الحاسب الكمومي التقليدي، في ظل ظروف تشغيل مثالية (دون أخطاء) للدوائر المنطقية، سيقدم حلاً على مستوى دقة مطلق، في حين أن جهاز الحاسب الكمومي الطوبولوجي في ظل ظروف تشغيل مثالية سيقدم الحل بمستوى محدود فقط من الدقة. بيد أن أي مستوى لدقة الإجابة يمكن الحصول عليه بإضافة المزيد من جدائل الضفائر (الدوائر المنطقية) إلى الحاسب الكمومي الطوبولوجي، بموجب علاقة خطية بسيطة. بمعنى آخر، يمكن أن تحقق زيادة معقولة في العوامل (جدائل الضفائر) درجة عالية من دقة الإجابة. ويتم إنجاز [بوابات] الحوسبة الفعلية باستخدام الحالات الحدية لمفعول هول الكمومي الكسري. وهذا يعزز أهمية طرز الأنيونات أحادية الأبعاد. ففي البعد الأحادي يمكن تعريف الأنيونات تعريفًا جبريًا.

### ضبط وتصحيح الخطأ
رغم أن الضفائر الكمومية هي أكثر استقرارًا بصورة أصيلة من الجزيئات الكمومية المحصورة، فلا زالت هناك حاجة لضبط الخطأ الذي يسبب تذبذبات حرارية، والتي تنتج أزواجًا شاردة عشوائية من الأنيونات التي تتداخل مع الضفائر المجاورة. يكمن ضبط تلك الأخطاء ببساطة في مسألة فصل الأنيونات إلى مسافة حيث تهبط نسبة الأزواج الشاردة العشوائية إلى الصفر. قد تكون مسألة محاكاة ديناميكات الحاسوب الكمومي الطوبولوجي طريقة واعدة لتطبيق الحوسبة الكمومية لتحمل الأخطاء حتى في ظل نظام معالجة المعلومات الكمومية العادي. ولقد قام راوسيندورف (Raussendorf) وهارينجتون (Harrington) وجويال (Goyal) بدراسة نموذج واحد وحققوا نتائج محاكاة واعدة.